# Парк будинку відпочинку «Судак»
Парк будинку відпочинку «Судак» — парк-пам'ятка садово-паркового мистецтва місцевого значення, розташований на території Туристично-оздоровчого комплексу «Судак» у місті Судак Судацької міськради. Створений відповідно до Постанови ВР АРК № 1170-1 від 21 травня 1997 року.

## Опис
Землекористувачем є ВАТ «Туристичний оздоровчий комплекс „Судак“», площа — 17,42 га. Парк розташований на території Туристично-оздоровчого комплексу «Судак» у місті Судак Судацької міськради.
Парк створений із метою охорони і збереження в природному стані унікального для Східного Криму паркового комплексу, який поєднує на своїй території величезну (за масштабами, порівнянним із навколишнім ландшафтом) колекцію видів-інтродуцентів, що включають особливо рідкісні рослини, в тому числі, занесені до Червоної книги України і Червоної книги Республіки Крим.